# Comte d'Oxford et comte Mortimer

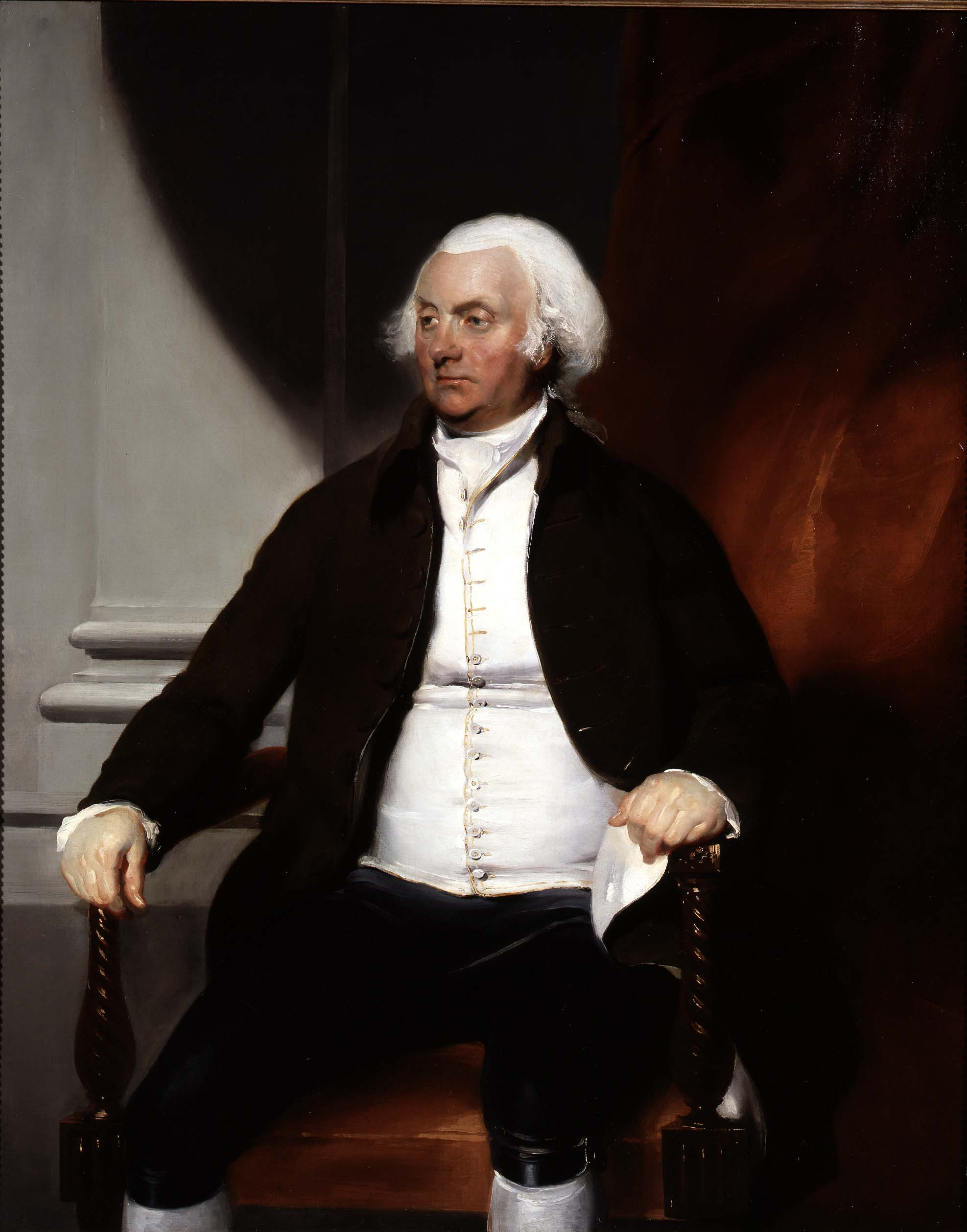
Edward Harley 4ème comte d’Oxford et de Mortimer

Le titre de comte d'Oxford et comte Mortimer est un titre aujourd'hui éteint qui fut créé dans la pairie de Grande-Bretagne pour l'homme d'État britannique Robert Harley, en 1711.
La composition du titre est unique dans l'histoire des pairies britanniques, car en dépit de sa forme, il s'agit bien d'un seul titre. La partie comte d'Oxford fut choisie car Harley revendiquait le titre dormant de comte d'Oxford pour sa parenté par alliance avec la famille de Vere.

## Liste des comtes d'Oxford et comtes Mortimer (1711)
- 1711-1724 : Robert Harley (1661-1724) ;
- 1724-1741 : Edward Harley (1689-1741) ;
- 1741-1755 : Edward Harley (1699-1755) ;
- 1755-1790 : Edward Harley (1726-1790) ;
- 1790-1849 : Edward Harley (1773-1849) ;
- 1849-1853 : Alfred Harley (1809-1853).